# Relaciones Albania-Estados Unidos
Las relaciones Albania-Estados Unidos son las relaciones diplomáticas entre Albania y Estados Unidos, establecidas por primera vez en 1912, luego de su independencia del Imperio Otomano, finalizandas en 1939 debido a ocupación alemana e italiana en Segunda Guerra Mundial, y restablecidas en 1991 después de la caída del comunismo en Albania y disolución de la Unión Soviética.
Los dos países son miembros de la Organización del Tratado del Atlántico Norte (OTAN).

## Historia

### Relaciones entre 1800 y 1939
Los inmigrantes albaneses llegaron por primera vez a Estados Unidos a mediados del siglo XIX, principalmente a Boston. En Boston, el primer periódico semanal albanés, Kombi (The Nation) comenzó a publicarse en 1906. La Federación Pan-Albanesa Albanesa-Americana de América-Vatra comenzó en 1912 por Fan S. Noli y fue políticamente activo en Primera Guerra Mundial. Mientras que la comunidad internacional debatió sobre la partición de Albania, el presidente Woodrow Wilson el 6 de mayo de 1919 consideró que "Albania debería ser independiente".

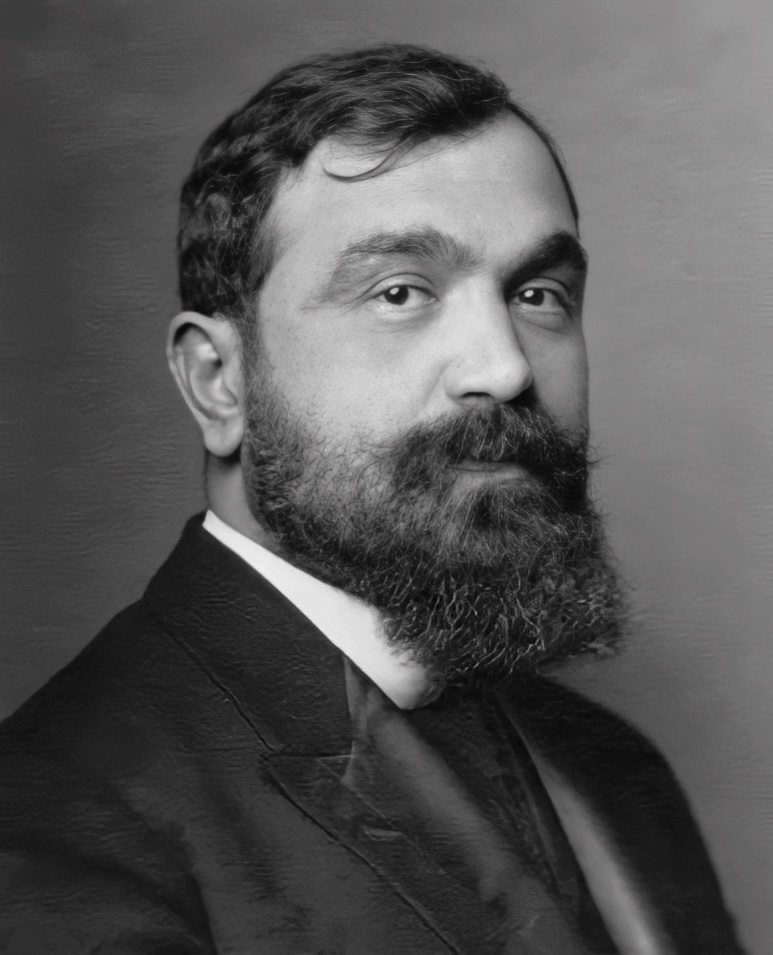
Fan Stilian Noli.

El Congreso de Lushnja, celebrado en enero de 1920, fue un parlamento bicameral que nombró a miembros de sus propias filas para una cámara superior. También había una cámara baja elegida, que tenía un diputado por cada 12.000 personas en Albania y, también, un diputado para la gran comunidad albano estadounidense. El consejo de la regencia declaró: "sinceras gracias al presidente Wilson por su defensa de los derechos de los albaneses. Siguen convencidos de que la gran República de Estados Unidos continuará apoyando sus legítimos reclamos nacionales".
Los Estados Unidos apoyaron las fronteras actuales de Albania, y en diciembre de 1920 Albania se convirtió en un miembro pleno de la Sociedad de las Naciones. Estados Unidos estableció relaciones diplomáticas con Albania oficialmente en 1922, con planes de dar concesiones a compañías petroleras estadounidenses. En febrero de 1925 Ahmet Zogu se convirtió en presidente de Albania y envió a Faik Konica como ministro albanés a Washington. Konica fue el primer representante oficial (su primera oficina se ubicó en Hotel Mayflower en Washington D. C.) del gobierno albanés a los Estados Unidos. Luego, cuando Ahmet Zogu se convirtió en el rey de Albania en 1928, el gobierno estadounidense reconoció silenciosamente el cambio político. El gobierno del rey Zog estaba estrechamente vinculado con los Estados Unidos. King Zog abrió una oficina para el consular general albanés en Nueva York, que también era el representante de Albania en la Organización de la Feria Mundial, así como un consulado en Boston. Desde finales de la década de 1920 y principios de la década de 1930, hubo cuatro tratados bilaterales y once acuerdos multilaterales firmados entre Albania y los Estados Unidos.

### Albania ocupada (1939-1944)
La creciente influencia de Italia en la política albanesa llevó a la visita del senador Robert R. Reynolds a Tirana en 1937. Pero las relaciones se cortaron pronto cuando Italia invadió Albania en abril de 1939, lo que provocó las críticas del Secretario de Estado Cordell Hull. La legación albanesa en Washington se cerró oficialmente, aunque Hull continuó el apoyo estadounidense a una Albania liberada. Durante la ocupación alemana de Albania, los Estados Unidos apoyaron un avance común de los albaneses contra sus ocupantes, pero tuvo poca influencia militar en los Balcanes. El comando aliado denunció a los nacionalistas (Balli Kombetar) como colaboradores nazis y suministró a los comunistas (Movimiento de Liberación Nacional) con armas, lo que llevó a los comunistas ganar gradualmente el control completo sobre la resistencia albanesa. El 4 de mayo de 1944, las fuerzas de Liberación Nacional de Albania encargaron una conferencia en Permet, que prohibió el ingreso del Rey Zog a Albania y también anuló todos los tratados internacionales firmados antes de la ocupación.
Un equipo conjunto estadounidense-británico conocido como el Enlace Militar de Albania coordinó la ayuda civil en la Albania liberada. Enver Hoxha, líder de los comunistas, también solicitó que se envíe un representante militar a Washington para coordinar la cooperación militar entre los Estados Unidos y Albania. También quería enviar un representante fiscal para coordinar la asistencia de los Estados Unidos. Una misión estadounidense también fue enviada a Albania por la UNRRA.

### Albania comunista (1944-1992)
Después de la liberación de Albania, las relaciones entre los estadounidenses y los albaneses se tornaron sombrías debido a la insistencia de Hoxha de que los miembros de Balli Kombetar y Legaliteti fueran devueltos del juicio, en lugar de que las autoridades militares aliadas los pusieran en un campamento en Santa Maria di Lucca .  Midhat Frasheri, líder de Balli Kombetar, declaró que Hoxha era ilegítima y envió una carta que decía que se realizaría un plebiscito imparcial "para las regiones que nos pertenecen [albaneses] etnográficamente, porque Albania no debería ser Dividido en dos por el bien del imperialismo y la injusticia ". Los primeros años de gobierno comunista, sin embargo, fueron aprobados por el gobierno estadounidense, ya que declararon públicamente sus principios democráticos y apreciación de los derechos humanos, celebrando una elección general el 2 de diciembre de 1945; que ganó el Frente de Liberación Nacional en un 97%. Sin embargo, las potencias aliadas finalmente reconocieron al gobierno de Enver Hoxha el 10 de noviembre de 1945.
Poco a poco, el gobierno albanés muy rápidamente Entró en la órbita de la Unión Soviética, lo que dificulta que Estados Unidos mantenga su propia posición. Esto fue extraño, ya que muchos en el gobierno comunista fueron educados en el extranjero, incluido un Koço Tashko, que fue educado en Harvard. Las relaciones se deterioraron aún más cuando el asesor económico de la misión estadounidense, Harry T. Fultz, empleados de la misión estadounidense (a quienes Fultz enseñó), junto con los representantes de UNRRA, fueron acusados de sabotear un proyecto de drenaje en Lago Malik. Los Estados Unidos consideraron la situación inaceptable y quisieron retirar la misión, lo que hizo el 2 de noviembre de 1946. En general, la decisión de separarse de Albania se debió en parte a que no era importante para los intereses políticos o económicos de los Estados Unidos. La balanza comercial de los Estados Unidos en la nación era de 280.000 $; mientras que el total de activos ascendió a 1,3 millones $.
América se volvió hostil contra el régimen de Hoxha, también apoyó indirectamente la división de Albania, lo que dio al gobierno comunista el razonamiento detrás de su hostilidad. Después de un incidente bastante vergonzoso en 1947, se mantuvo una hostilidad mutua entre los dos países, incluso cuando cambió de dominio yugoslavo, soviético y chino. El 5 de octubre de 1966, el ministro de asuntos exteriores de Austria, Lujo Tonic-Sorinj, explicó que Albania quería reunirse con el Secretario de Estado Dean Rusk. El ministro Toncic hizo referencia a los acercamientos de Hoxha a él, afirmando que "los albaneses han indicado un deseo de acercarse a Occidente, pero parecen no atreverse a dar ningún paso y parecen temer ser rechazados por Occidente". Toncic le preguntó al secretario si esperaba algún cambio en la posición diplomática de Albania. Rusk especuló que los albaneses podrían volverse inquietos bajo su monopolio de China e indicó que "sería un gran error para los Estados Unidos intentar sondear las intenciones de los albaneses".
Si bien el comercio era casi inexistente entre los dos países, en 1978 los comerciantes albaneses intentaron vender Cromo a los Estados Unidos utilizando a una empresa comercial sueca como intermediario.
Las relaciones con Occidente comenzaron a descongelarse después de la muerte de Hoxha en 1985, pero el gobierno comunista todavía estaba en el poder. Los lazos entre las dos naciones se restablecieron en 1990 cuando se restablecieron los primeros contactos. Albania volvió a las cálidas relaciones con los Estados Unidos, especialmente después de que el Secretario de Estado James A. Baker visitó Albania en 1991. Los Estados Unidos también fueron importantes en la victoria aplastante de Sali Berisha en Las elecciones de 1992, acabando con el último país dominado por los comunistas en Europa.

### Albania postcomunista (1992-1997)
Antes de las elecciones especiales de 1992, el principal líder de la oposición Sali Berisha visitó los Estados Unidos dos veces y pudo recibir el apoyo total del gobierno de los Estados Unidos y de varios líderes del Congreso. Al comprender los desafíos de la democratización, Estados Unidos apoyó públicamente a los partidos de la oposición en Albania.
El apoyo de los Estados Unidos demostró ser de importancia crítica para la victoria aplastante de 1992 de la oposición en las elecciones del 22 de marzo. El 9 de abril de 1992, el nuevo Parlamento albanés eligió a Berisha como presidente de la república, el primer presidente no comunista de Albania desde el final de la Segunda Guerra Mundial.
El nuevo gobierno creado después de la elección de 1992 introdujo un ambicioso programa orientado a Occidente de reformas económicas y democráticas muy necesarias para superar el largo aislamiento y el estancamiento económico de Albania.
La cooperación continuó en campos importantes como la economía, la defensa y la ayuda agrícola.

### Albania actual (1997-presente)
El presidente George W. Bush visitó Albania el 10 de junio de 2007 como parte de su gira por Europa, lo que lo convirtió en el primer presidente de Estados Unidos en hacerlo. Fue recibido con gran fanfarria por los ciudadanos de Tirana. Una calle en la capital pasó a llamarse después de Bush. Incluso una estatua de Bush fue erigida en la ciudad de Fushë-Krujë en julio de 2011.

## Embajadas y consulados

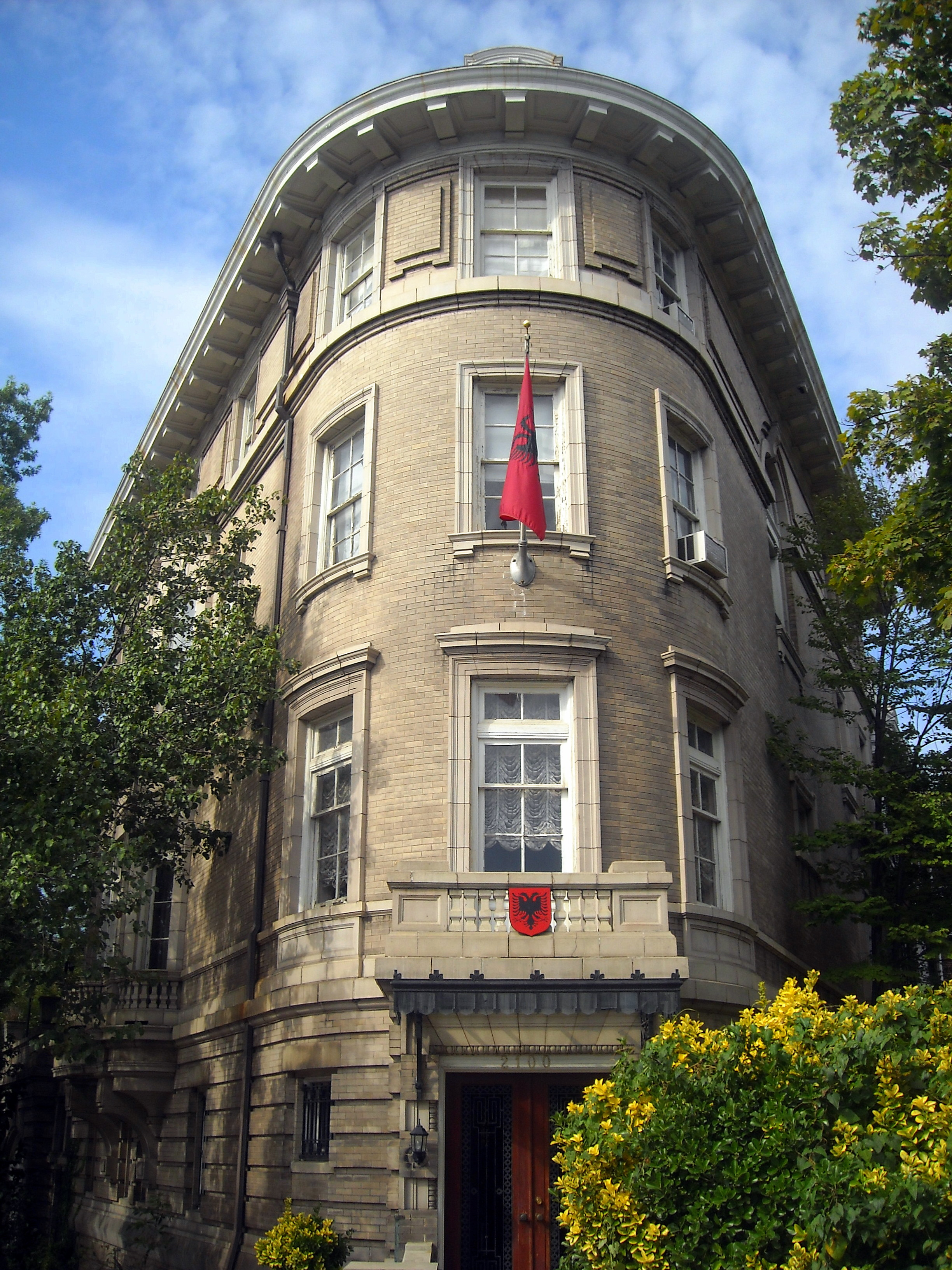
La embajada de Albania en Washintong D.C.

Albania mantiene una embajada en la capital estadounidense de Washington D. C., mientras que Estados Unidos mantiene una embajada en la capital de Albania, Tirana. A partir de noviembre de 2018, la embajadora de Albania en Estados Unidos es Floreta Faber. Albania también tiene un consulado en Ciudad de Nueva York debido a la diáspora albanesa en Estados Unidos

## Sentimiento público
El sentimiento proestadounidense es fuerte y generalizado entre la población de Albania.
Incluso mientras Estados Unidos, que había cerrado su misión a Albania en 1946, estaba siendo vilipendiado por la propaganda comunista durante el régimen de Enver Hoxha, los albaneses comunes recordaron que el presidente de los Estados Unidos Woodrow Wilson había intercedido en nombre de Independencia de Albania de 1919 a 1920, argumentando enérgicamente en contra de una partición propuesta de Albania por la  Conferencia de Paz de París y posteriormente permitiendo a Albania alcanzar la condición de Estado y el reconocimiento internacional por parte de la Sociedad de las Naciones. Muchos niños albaneses se llaman desde entonces Vilson en honor del presidente.[cita requerida] Los albaneses también atribuyen al gobierno de Clinton el ahorro alvanokosovar que vive en la guerra de Kosovo, y aprecian enormemente el compromiso del gobierno de los Estados Unidos de América para resolver el estatus político de Kosovo.
De acuerdo con el Informe de liderazgo global de EE. UU. De 2012, el 80% de albaneses aprueba el liderazgo de EE. UU., La segunda calificación más alta para cualquier país encuestado en Europa después del parcialmente reconocido Kosovo.
A partir de 2013, había 649 estudiantes internacionales de origen albanés que estudiaban en los Estados Unidos.

## Tratados

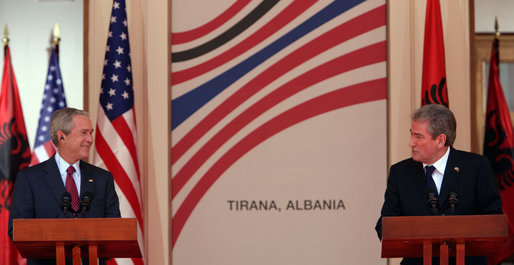
George W. Bush reuniéndose con el Primer Ministro Sali Berisha durante su visita oficial a Albania (2007).

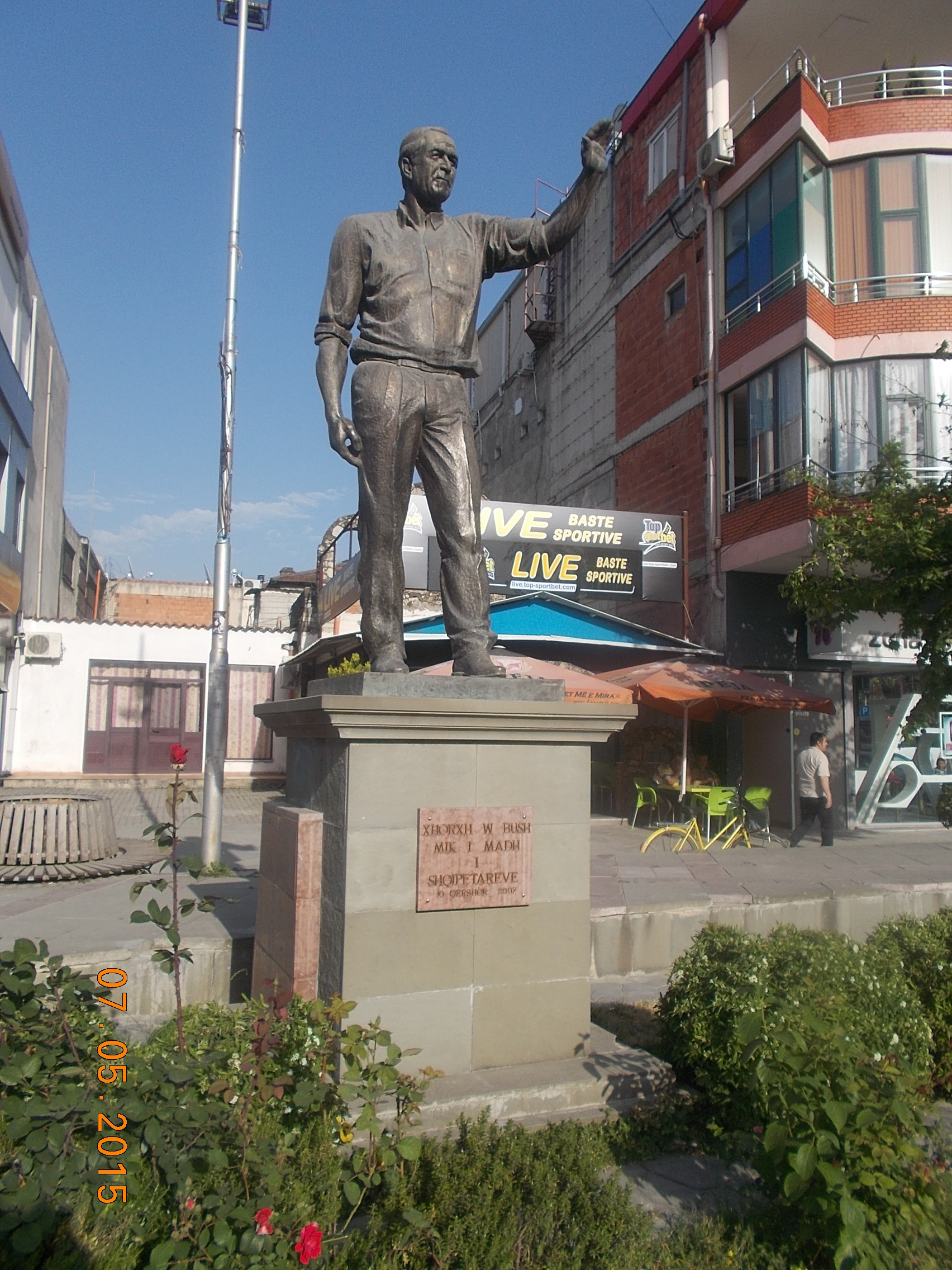
Una estatua de George W. Bush fue erigida en Fushë-Krujë después de su visita.

En 2003, Albania y los Estados Unidos firmaron y ratificaron una serie de acuerdos, incluido un tratado sobre prevención de la proliferación de armas de destrucción masiva y la promoción de la defensa y las relaciones militares; la Carta del Adriático; y un acuerdo sobre la no entrega de personas a la Corte Penal Internacional. Los Estados Unidos apoyaron firmemente los objetivos de membresía de la Unión Europea y OTAN de Albania. Trabajando para ser miembro de la OTAN, los EE. UU. Y Albania firmaron un Acuerdo complementario para la Asociación para la Paz Acuerdo sobre el Estado de las Fuerzas, un paso importante para fortalecer la cooperación bilateral y mejorar la seguridad, la paz y la estabilidad en la región. En abril de 2008, la OTAN invitó a Albania a unirse a la alianza, y en octubre de 2008, el presidente de los Estados Unidos George W. Bush firmó los protocolos de la OTAN de Albania, diciendo: "Los pueblos de Albania y Croacia están ayudando a acercar al mundo a un gran triunfo de la historia: una Europa que es toda, una Europa". Eso es libre y una Europa que está en paz". Albania se unió a la OTAN en 2009 junto con Croacia, fortaleciendo aún más las relaciones entre Albania y Estados Unidos.
Albania es elegible para exportar ciertos productos libres de impuestos a los Estados Unidos bajo el programa Sistema Generalizado de Preferencias. Los Estados Unidos y Albania han firmado un tratado bilateral de inversión.

## Ayuda al desarrollo
Desde el año fiscal 1991, los EE. UU. Han proporcionado a Albania más de $ 616 millones en asistencia, sin contar la ayuda alimentaria Servicio Exterior de Agricultura. En 2007, los EE. UU. Donaron más de $ 21.1 millones a Albania bajo el programa de la Ley de Apoyo a la Democracia de Europa del Este. Albania fue uno de los países seleccionados para participar en el Programa Umbral bajo la Cuenta del Desafío del Milenio, recibiendo una subvención de $ 13.8 millones. En septiembre de 2006, Albania comenzó la implementación del programa, que tiene como objetivo corrupción y Estado de derecho.

## Global War on Terrorism

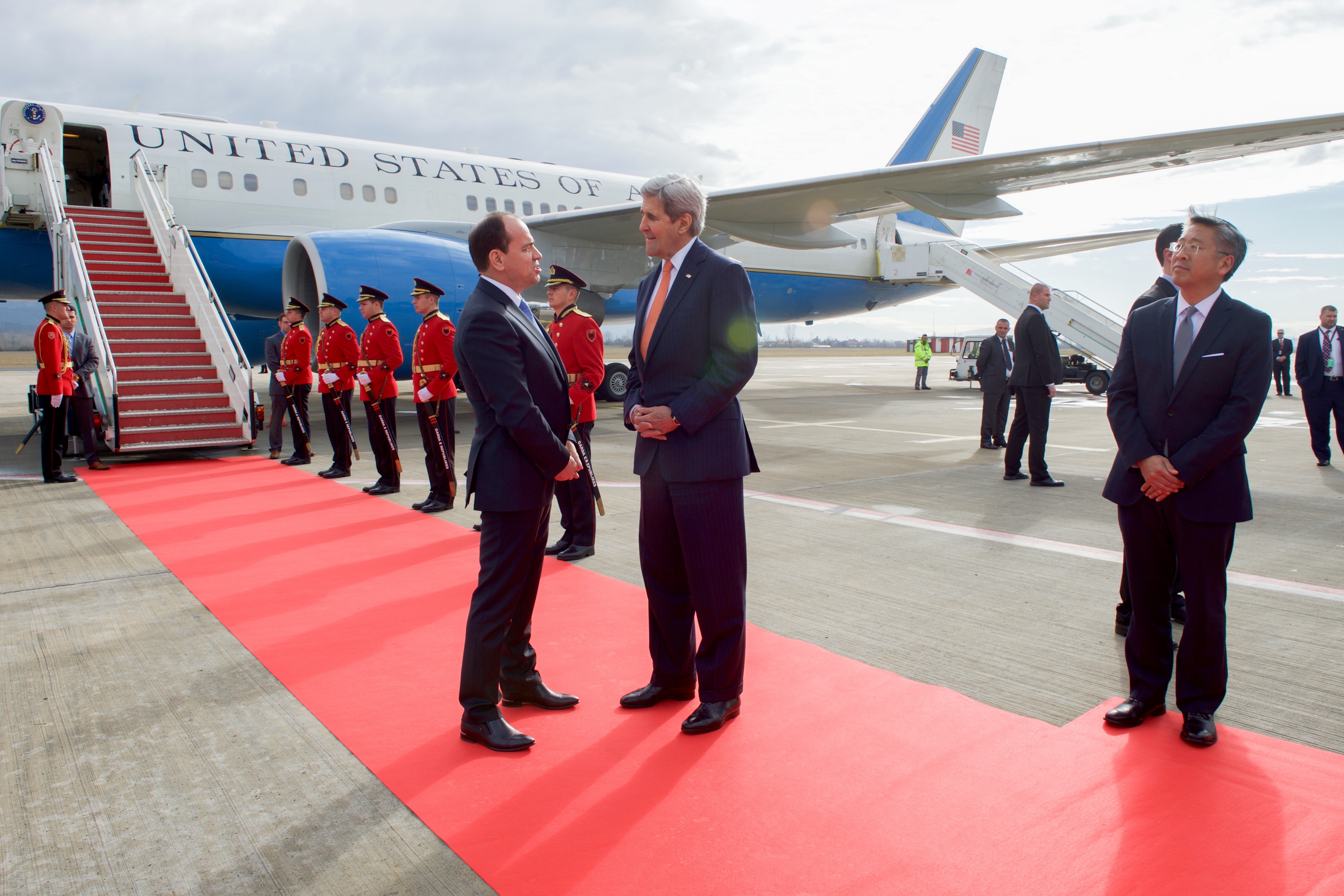
Presidente Nishani se reúne con John Kerry durante su visita oficial a Tirana, 14 de febrero de 2016.

Albania ha apoyado a los EE. UU. En la Guerra global contra el terrorismo mediante la congelación de activos terroristas, el cierre de organizaciones no gubernamentales con posibles vínculos con financiación del terrorismo, expulsando a los extremistas, y brindando apoyo militar y diplomático para las acciones dirigidas por Estados Unidos en Afganistán e Irak. Albania ha desempeñado un papel moderador en la región y ha apoyado totalmente Los esfuerzos de mediación de la ONU en Kosovo. Albania también tiene 600 soldados de élite desplegados en Afganistán como parte de la Fuerza Internacional de Asistencia para la Seguridad, y 240 soldados como parte de la Fuerza Multinacional Irak.

### Muerte de Osama bin Laden
El Presidente de la República, Prof. Dr. Bamir Topi, a través de un mensaje transmitido al Presidente de los Estados Unidos Barack Obama, elogió la eliminación de Osama bin Laden, considerándolo como uno de los más grandes Victorias en la guerra contra el terrorismo internacional.

¡Permítame felicitarlo por la finalización de la misión restaurada por la justicia, con la eliminación final de Osama Bin Laden por parte de las tropas estadounidenses, logrando así una de las victorias más importantes en la larga y difícil guerra contra el terrorismo internacional! Como Presidente de la República de Albania, en nombre de la nación albanesa, me gustaría expresar mis más sinceras felicitaciones por el logro de este objetivo que me dio alegría y al mismo tiempo me enorgullece que mi país esté en la lista de lado del aliado más grande y amigo de Albania; Los Estados Unidos de América, el país que creyó en la guerra sin compromiso contra el mal, contra el terrorismo, defendiendo los principios sagrados de la libertad y la democracia en todo el mundo, así como garantizando la seguridad, la paz y la estabilidad en todas las partes del mundo. mundo. Permítame, Sr. Presidente, en nombre del pueblo albanés y de mí personalmente, expresarle una vez más los mejores deseos de esta gran victoria y al mismo tiempo asegurarle que Albania continuará cumpliendo con devoción sus compromisos en el Marco de la OTAN, al aportar su propia contribución en los desafíos futuros para la libertad, la democracia y en la construcción de un mundo mejor para las naciones y su futuro.

El primer ministro Sali Berisha reaccionó ante la muerte de un líder de Al Qaeda por las fuerzas estadounidenses en Pakistán al señalarlo como una gran victoria de Estados Unidos sobre el terrorismo. Hablando con los reporteros, Berisha dijo que Bin Laden obtuvo lo que se merecía y enfatizó que su muerte alivia el dolor de miles de víctimas ataques del 11 de septiembre. Berisha dijo:

El titular de hoy de las noticias internacionales es la eliminación de una de las figuras más negras de la historia de la humanidad. Es la muerte del hombre que, por su carácter primitivo y agresivo, se cobró la vida de miles de personas en Nueva York, pero incluso en otros países del mundo; eran personas inocentes, sobre quienes este hombre cruel, Bin Laden, quería realizar sus fines medievales y los más inhumanos. Pero, ahora obtuvo la merecida respuesta mientras estuvo escondido en su guarida durante años. Esto marca una gran victoria de los Estados Unidos de América, el presidente Barack Obama; Es la victoria de la paz y de todos aquellos que consideran al terrorismo como el enemigo número uno de la paz y su libertad. Esta es la noticia más consoladora para las familias de miles de víctimas inocentes de los ataques que el jefe terrorista Osama Bin Laden ideó en muchos países del mundo.

El Ministerio de Relaciones Exteriores de la República de Albania aclamó la muerte de Osama bin Laden, diciendo:

En este día, el pueblo albanés se une a los sentimientos y la solidaridad de los pueblos de todo el mundo, quienes han sufrido los actos sin paralelo perpetrados por el terrorismo internacional, incluido el del 11 de septiembre. Como uno de los primeros países en unirse a la alianza contra el terrorismo internacional, Albania expresa la confianza de que la postura inquebrantable de enfrentar estos actos terroristas y sus cerebros es la clave del éxito de nuestra lucha común para defender la paz y la libertad en todo el mundo.

### Guerra civil libia
El primer ministro Sali Berisha apoyó la intervención militar en Libia de 2011 la decisión de la coalición de proteger a los civiles del régimen libio de Gaddafi. En un comunicado de prensa del Primer Ministro, Berisha señaló que estas operaciones se consideran totalmente legítimas y tienen como objetivo principal la protección de las libertades y los derechos universales que merecen los libios. añadiendo que Albania está lista para ayudar.

### Guerra civil siria
Durante una reunión de 2012 con el nuevo embajador de Catar en Albania, el Primer Ministro Sali Berisha dijo: "El gobierno de Albania sigue con preocupación los eventos en Siria donde el El régimen de Bashar al-Assad está usando su poder como un permiso para matar a civiles inocentes y al pueblo sirio". El 18 de febrero de 2012, el Ministerio de Relaciones Exteriores de Albania condena enérgicamente la violencia ya difundida en toda Siria, "así como el aumento del número de víctimas causadas por el gobierno de Bashar Al Assad contra la población inocente de su país". El Ministerio de Asuntos Exteriores respalda las conclusiones de la reunión de los Ministros de Relaciones Exteriores de la Unión Europea, celebrada el 27 de febrero en Bruselas, sobre los acontecimientos en Siria, así como las sanciones adicionales que la Unión Europea ha adaptado contra el gobierno de Assad. con el objetivo de paralizar el aparato y las finanzas de la máquina represiva contra el pueblo sirio. El Ministerio de Relaciones Exteriores de Albania expresa simpatía y apoyo a las fuerzas progresistas, que han abrazado la aspiración de transformar a Siria en un estado democrático, abierto y pluralista, que respete los derechos de todas las comunidades que viven en este país. Al coordinar sus contribuciones a las de la comunidad internacional, la República de Albania se une al [Grupo de Amigos de Siria], creyendo que esta es la forma segura de ayudar al pueblo sirio.
Durante la reunión del 1 de abril de 2012 del Grupo de Amigos de Siria en Estambul el ministro de Asuntos Exteriores de la República de Albania, Edmond Haxhinasto también habló en la reunión, enfatizando que El tema de los derechos humanos no es un asunto interno que pertenece a los estados, sino una responsabilidad de toda la comunidad internacional. Manifestó la necesidad de intensificar la presión contra el actual gobierno de Damasco no solo políticamente, sino también a través de una acción concentrada de todos los mecanismos internacionales. Haxhinasto destacó la posición del [Gobierno de Albania | Gobierno de Albania] para apoyar los esfuerzos de la ONU, la UE, la Liga Árabe y otros organismos internacionales para poner fin a la violencia hacia la población civil del gobierno de Damasco, y establecer las condiciones para un proceso democrático. Elogió a la Misión del Enviado Especial de la ONU, el Sr. Kofi Annan y su plan para detener el derramamiento de sangre y la violencia, lograr la reconciliación nacional y establecer un gobierno democrático en Siria. En conclusión, el ministro Haxhinasto destacó el apoyo del Gobierno de Albania a la oposición democrática siria representada por el Consejo Nacional Sirio, así como su guerra por la libertad, la dignidad humana y el progreso.

### Intervención militar contra el ISIL.
Albania ha apoyado los esfuerzos antiterroristas de los Estados Unidos y ha contribuido a la Coalición Mundial para contrarrestar el EIIL mediante la congelación de activos terroristas, el cierre de organizaciones no gubernamentales con posibles vínculos con el financiamiento del terrorismo y la expulsión de extremistas.